# El foraster duia una pistola
El foraster duia una pistola (títol original: The Stranger Wore a Gun) és una pel·lícula western estatunidenca de 1953 dirigida per André De Toth i protagonitzada per Randolph Scott i Claire Trevor. Basada en el relat "Yankee Gold" de John W. Cunningham, la pel·lícula és una de les primeres pel·lícules de l'oest en 3D. Va guanyar uns 1,6 milions de dòlars estimats a la taquilla nord-americana el 1953. El repartiment de suport inclou Joan Weldon, George Macready, Alfonso Bedoya, Lee Marvin i Ernest Borgnine. Està doblada al català.

## Argument
Jeff Travis, un criminal de guerra buscat per la matança de dones i nens, es trasllada a Arizona per unir-se a un robatori d'or, però quan arriba decideix que no és per a ell i intenta canviar de vida

## Repartiment
- Randolph Scott com Jeff Travis
- Claire Trevor com Josie Sullivan
- Joan Weldon com Shelby Conroy
- George Macready com Jules Mourret
- Alfonso Bedoya com Degas
- Lee Marvin com Dan Kurth
- Ernest Borgnine com Bull Slager
- Pierre Watkin com Jason Conroy
- Joseph Vitale com Shorty
- Clem Bevans com Jim Martin